# معركة داريا (نوفمبر 2012–فبراير 2013)
معركة داريا تمت من نهاية عام 2012 إلى بداية عام 2013 بين الجيش السوري والثوار السوريين في داريا ضاحية دمشق.

## خلفية
داريا إحدى ضواحي دمشق حيث المعارضة قد حاولت خلق معقل بالقرب من مركز دمشق. في أغسطس 2012، هزم الجيش السوري قوات المعارضة وسيطر على البلدة. بعد الهجوم الفاشل في أواخر يوليو 2012، بدأ الجيش السوري حملة ضدّ المعارضة في ضاحية دمشق التي أدّت إلى مذبحة في داريا، بما يقدر بنحو 500 شخص تم إعدامهم، مع قيام المعارضة والحكومة باتهام بعضهم البعض بأنهم مسؤولون عن هذه المذبحة.

## المعركة
سيطرت المعارضة على البلدة ثانية في نوفمبر 2012. منذ ذلك الحين، عزلت المدينة، وقطعت طاقتها الكهربائية، وشهدت قصف مستمر. هرب أغلب السكّان حالما المعركة بدأت. المعارضة نجحت في منع الجيش السوري من دحول البلدة حتى منتصف شهر ديسمبر عندما الجيش بدأ تكثيف هجماتهم على المدينة ومدينة المعضمية المجاورة.
في 20 ديسمبر، بعد 30 يوم من الحصار، صحيفة الوطن، المقربة من الحكومة، أبلغت عن تقدّم الجيش في داريا، حيث اخترق الجيش المدينة وعزل مقاتلي المعارضة في مركز المدينة. أضافت الوطن بأنّ أغلب المقاتلين كانوا أجانب.
في الـ31 ديسمبر، شنّ الجيش هجومه الأكبر على المدينة، بأعمدة العربات المسلّحة تحاول التقدّم في المدينة. محاولة المعارضة ضرب قصر الرئاسة وحيّ العلويين بصواريخهم المحليّة الصنع كانا إحدى السبب للهجوم.
في 4 يناير، ذكر أحد نشطاء المعارضة بأنّ الجيش السوري كان يلاقي مقاومة قوية جدا في داريا، لكن الجنود السوريون استطاعوا التقدّم في الشارع الرئيسيّ. الجيش كان يطلق أيضا من مواقع مدفعيتهم الواقعة في جبل قاسيون على البساتين حول داريا.
المرصد السوري، أخبر بأنّ الجيش كان يرسل تعزيز أكثر إلى داريا، بينما صحيفة الوطن كتبت أن الجيش فاز بمعركة داريا.
في 5 يناير، ألقى الجيش السوري القبض على محمد الظواهري، أخ الزعيم الأعلى للقاعدة في داريا. مراسل روسيا اليوم العربي جرح بعض الشيء عندما سقط على يده بينما كان يركض لتجنّب الوقوع في تبادل إطلاق النار. أظهر تقريره أن الجيش مسيطر ويسير دوريات في أغلب البلدة. المعارضة انتشرت في المناطق المختلفة لداريا والجيش مازال بحاجة إلى عدة عمليات تنظيف لإعلان المنطقة باعتبارها آمنة. في نفس اليوم، ذكر مرصد المجموعة المعارضة السوري بأنّ 10 أشخاص ماتوا في القتال، بما في ذلك 6 من المعارضة.
في 6 يناير، الجيش السوري قتل عدد من المعارضة بالقرب من مدرسة القاشية في داريا، العديد من مجموعات المعارضة الأخرى قتلت من قبل الجيش في ضواحي دمشق الأخرى، من بينهم 12 من الذين حدد الجيش أسماءهم.
في 8 يناير، صرّح المرصد السوري لحقوق الإنسان بأنّ الجيش السوري قد سيطر على أجزاء من داريا وكان يرسل جنود أكثر للاندفاع للغزو الكامل للبلدة.
في 13 يناير، مصادر متطابقة، من مسؤولين أمنيين لجماعات المعارضة كشفت بأن الجيش السوري قد أخذ معظم داريا، ودخل أغلب الأحياء.
في 19 يناير، ذكرت التقارير بأنّ المعارضة مازالت تسيطر على أجزاء من داريا بالرغم من الاشتباكات العنيفة والقصف الثقيل من قبل قوّات حكومية. المعارضة أيضا ادّعت بأنّ طيار ميج في داريا قد هرب واستخدم طائرته المقاتلة لقصف ثلاث مواقع جيش في المنطقة، مما أدى إلى مقتل 15 من جنود لواء الجيش السوري الرابع. ولو أنّ هذا لم يؤكّد بشكل مستقل.
قائد المعارضة أبو علي قتل في قصف مواقع المعارضة.
في 24 يناير، الحكومة كانت تقصف داريا من المواقع على سلسلة قاسيون الجبلية غرب دمشق.
في 14 فبراير، الجيش السوري حاول الاندفاع أكثر في داريا، لكن المعارضة كانت قادرة على صدّ الهجوم.

## الأثر
في أوائل أغسطس، وسائل إعلام الدولة كما ذكرت التقارير أظهرت بأنّ الأسد زار قوّاته في داريا، ولو أنّ المرصد كان يبلغ عن قصف الجيش السوري داريا مؤخرا في أواخر يونيو، ونشطاء المعارضة يبلغون عن قتال مؤخرا في منتصف شهر يوليو.. إضافة إلى ذلك، ذكرت روسيا اليوم أن إحدى صحفيها جرح نفس الأسبوع في داريا من المعارضة ضمن المدينة، يطلقون قذائف الهاون. في 30 ديسمبر 2013، استهدفت مروحية مسلّحة للحكومية السورية داريا بثلاث براميل متفجرة. البراميل المتفجرة سقطت بالقرب من جامعي الأنصار والمصطفى، في الجزء الغربي للمدينة، الذي كان تحت حصار ضيّق من قبل قوّات حكومة لأكثر من سنة.